# Střední zdravotnická škola a Vyšší odborná škola zdravotnická Ostrava
Střední zdravotnická škola je střední škola se sídlem v Ostravě-Mariánských Horách a v Ostravě-Vítkovicích. V současné době je škola rozdělena na dvě části (střední škola, vyšší odborná škola). Střední škola disponuje celkem sedmi obory a vyšší odborná škola také pěti. Ředitelkou školy je Zuzana Vargová.

## Obory

### Střední škola
- Praktická sestra – 53-41-M/03
- Zdravotnické lyceum – 78-42-M/04
- Nutriční asistent – 53-41-M/02
- Asistent zubního technika – 53-44-M/03
- Laboratorní asistent – 53-43-M/01
- Masér ve zdravotnictví – 53-41-M/04
- Ošetřovatel – 53-41-H/01

### Vyšší odborná škola
- Diplomovaná dentální hygienistka – 53-41-N/31
- Diplomovaný farmaceutický asistent – 53-43-N/11
- Diplomovaný nutriční terapeut – 53-41-N/41
- Diplomovaná všeobecná sestra – 53-41-N/11
- Diplomovaný zubní technik – 53-44-N/11
- Diplomovaná dětská sestra – 53-41-N/51

## Galerie

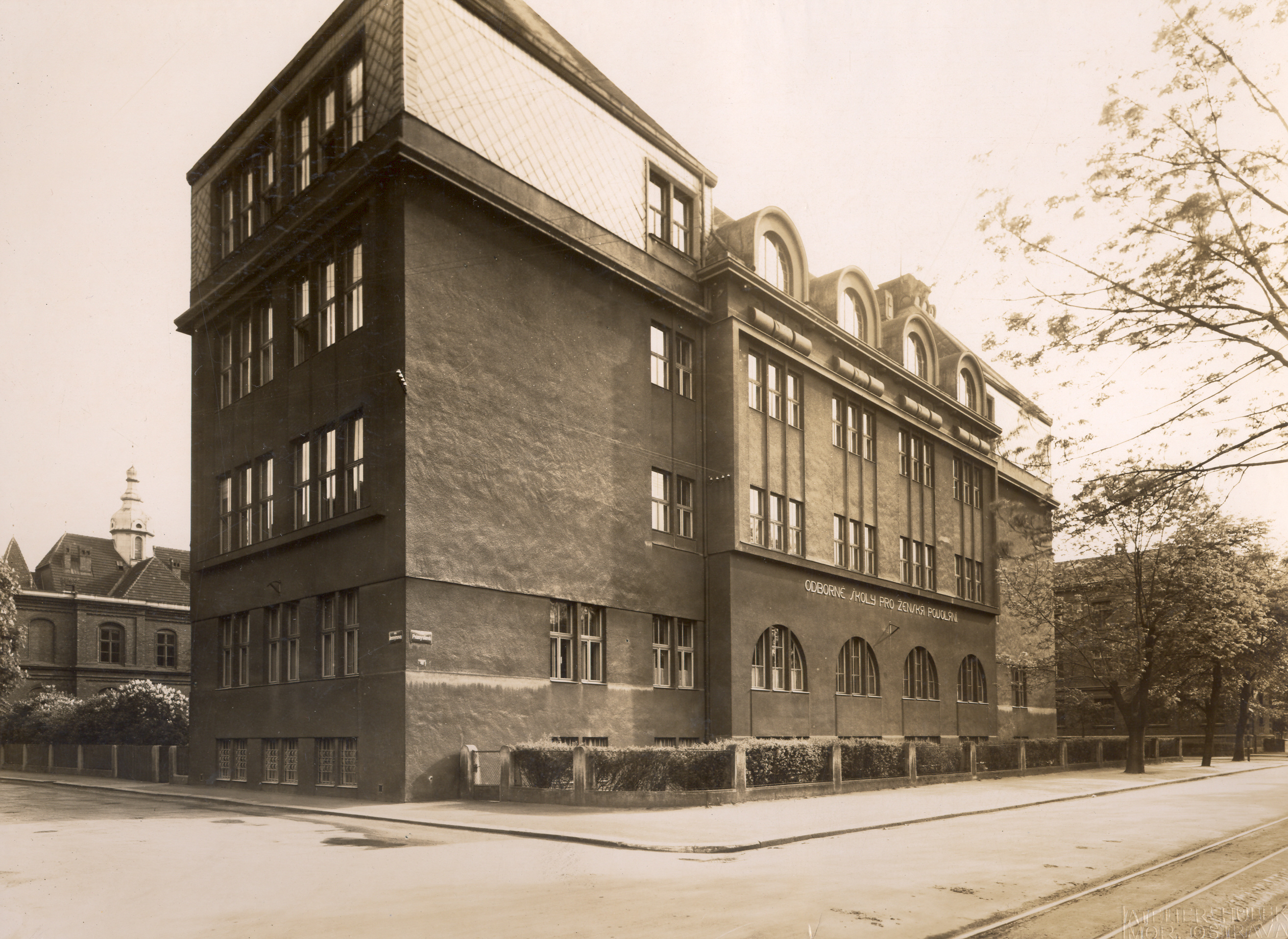
Budova školy z první poloviny 20. století
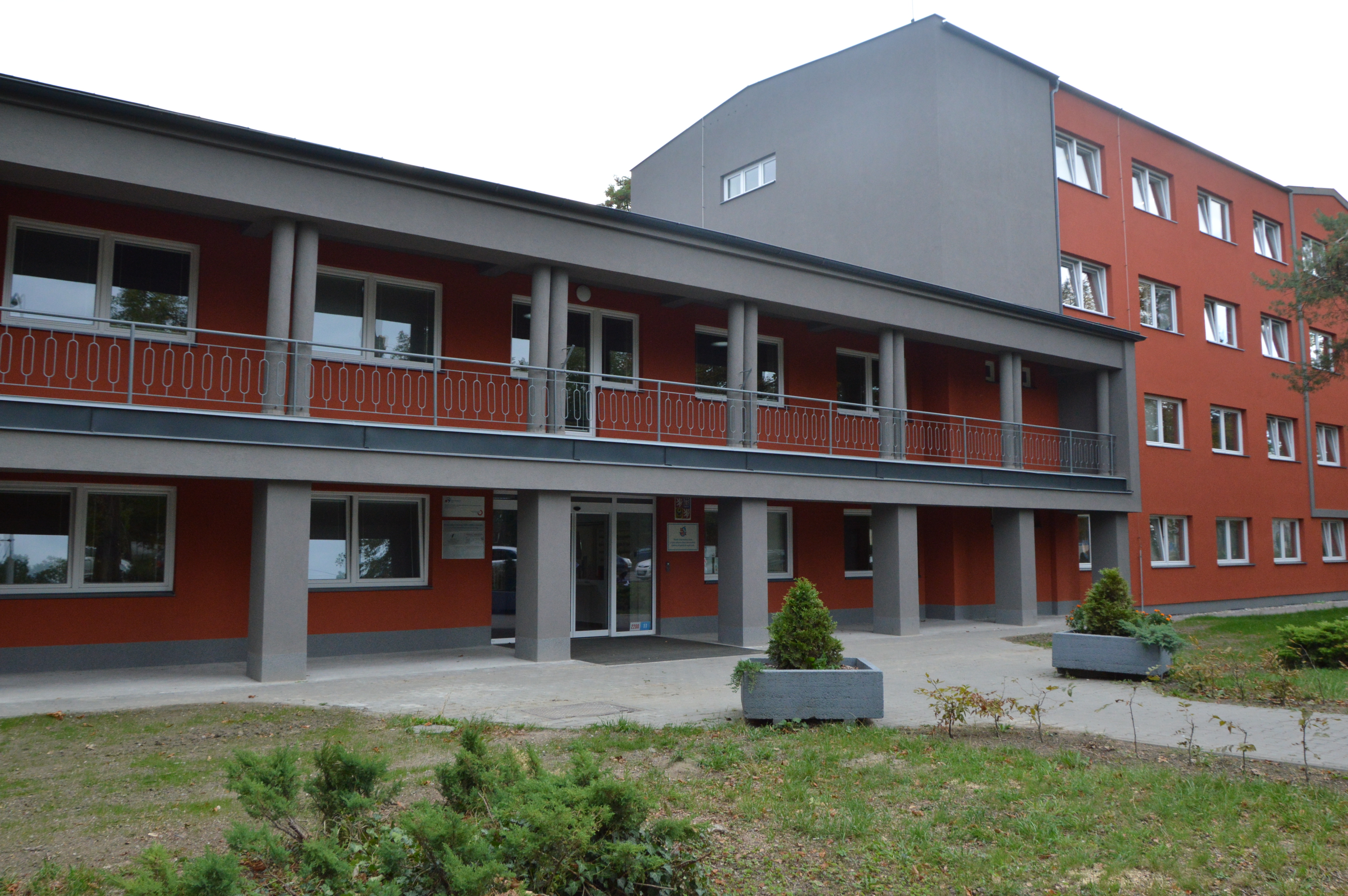
Budova školy v Ostravě-Mariánských Horách
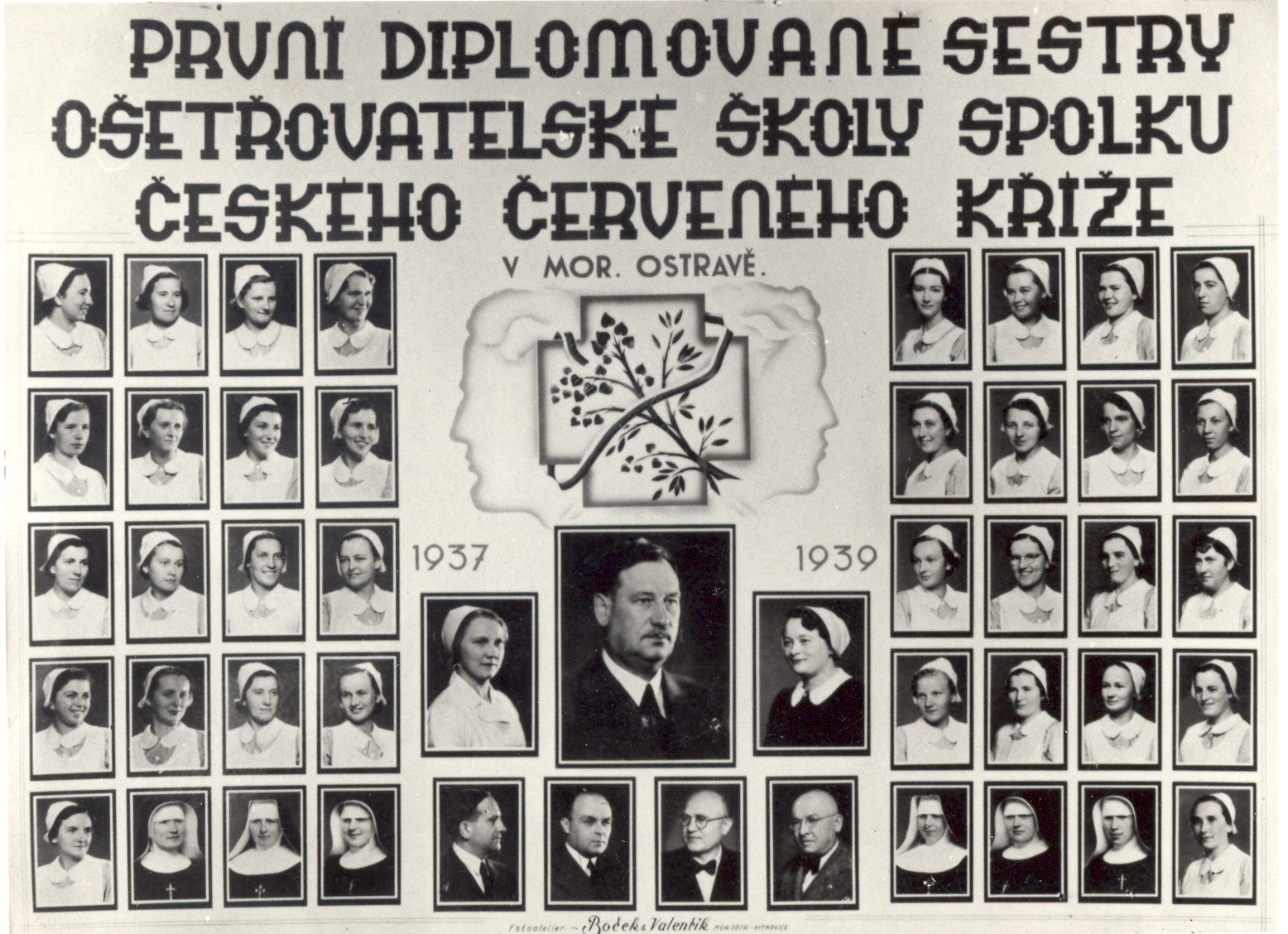
Tablo diplomovaných sester z roku 1939